# Hermann Dietrich Upmann
Hermann Dietrich Upmann (Bielefeld-Altstadt, Alemania, 1 de mayo de 1816-Bremen, Alemania, 29 de enero de 1894) fue banquero y fabricante de cigarros en Cuba, creador de la marca H. Upmann.

## Biografía
En 1839 se embarcó con 23 años hacía el Nuevo Mundo para trabajar para una empresa de importación / exportación: La Gravenhorst & Co. Durante el viaje, un británico lo persuadió de permanecer en La Habana, donde el negocio del tabaco estaba floreciendo. Upmann aceptó la sugerencia. Aprendió los procesos y secretos de la fabricación de puros, compró una fábrica de cigarros en la Calle San Miguel 85, Habana, y creó la marca H. Upmann de La Real Fábrica de Tabacos H. Upmann el uno de avril de 1844, que está entre las marcas de cigarros más antiguas del mundo.
La marca prosperaba en el mercado internacional.En el mismo año fundó la banca H. Upmann & Co.
En 1855 recibió el primero de los muchos premios que obtendría en los años siguientes. Es la calificación de "Proveedor de Su Majestad Don Alfonso XII, Rey de España". Su fábrica de tabaco era una de los cinco más grandes de Cuba. Hermann Upmann se convierte en director de la Habana Cigar Brand Association, una organización que trabaja para enfrentar la producción y venta de cigarros falsificados.
Sin embargo, el clima tropical le molesta, por lo que decidió no quedarse. Por lo que su hermano menor, August Ludwig Upmann (nacido en 1818) que comenzó a trabajar con él y decide quedarse en Cuba. Hermann Upmann regresó a Alemania en 1848 y fundó la compañía de cigarros Hermanos Upmann & Co. Bremen.
En 1864, su sobrino, Heinrich Upmann, llegó a Cuba. Con capital aportado principalmente por su tío, fundaron un banco, atendiendo inicialmente a comerciantes de tabaco y fabricantes, cuyas operaciones se difunden por las Antillas. 
La empresa ha crecido hasta convertirse en una operación vertical: cuidan de los semilleros, plantan, cosechan, fabrican, envasan y transportan sus productos a otros mercados con su propia compañía naviera.
Hermann Upmann se retiró en 1890, y fue sucedido por su sobrino, Heinrich Upmann, que continuó el negocio con sus socios Heinrich Runken y Theodore Garbade. Este último fue presidente de la Unión de Fabricantes de Cigarros de la Isla.
Después de la muerte de Heinrich en 1914, fue sucedido por sus sobrinos Hermann y Albert (Alberto) Upmann.Hermann Upmann murió en Bremen en 1894 y es enterrado en la tumba de la familia Upmann en el Riensberger Friedhof en Bremen.